# Об'єднання Українських Організацій у Німеччині
Об'єднання Українських Організацій у Німеччині (ОУОН) (англ. Association of Ukrainian Organizations in Germany; нім. Dachverband der ukrainischen Organisationen in Deutschland e.V.) — це українська крайова центральна репрезентація в Німеччині для координації діяльності, представлення та захисту інтересів українців у Німеччині. ОУОН є членом Світового Конґресу Українців.

## Мета діяльності
Об'єднання Українських Організацій у Німеччині ставить собі за мету за допомогою засобів зв'язку з громадськістю репрезентувати інтереси та координувати діяльність українських організацій та інституцій у Німеччині, розвивати українсько-німецькі відносини й співпрацю з Європейським Союзом у культурному, освітньому, науковому, спортивному, соціальному та благодійному напрямках, сприяти збереженню української національної ідентичності, мови, культури українців у Німеччині, підтримувати українські освітні заклади, сприяти розвиткові демократичних процесів в Україні та її євроінтеграції.

## Історія
6 та 7 жовтня 2012 року у столиці Німеччини м. Берлін відбулися Установчі збори українських громадських організацій. На цих зборах було створено Об‘єднання Українців у Німеччині як українську крайову центральну репрезентацію в Німеччині для координації діяльності, представлення та захисту інтересів українців у Німеччині.
У зборах взяли участь українські громадські організації, а також гості з різних куточків Німеччини. До участі у цих зборах було запрошено президента Світового Конґресу Українців Евгена Чолія, якого делегати зборів одноголосно обрали головуючим цих зборів.
У 2013 році Об‘єднання, як крайова центральна репрезентація українців у Німеччині, стало складовою частиною Світового Конґресу Українців та представляє інтереси українців і діаспори.
12 лютого 2014 року було завершено реєстрацію та зміну назви Організації на «Об‘єднання Українських Організацій у Німеччині» з осідком у Берліні та зареєстрованим у реєстрі громадських організацій окружного суду Шарлотенбург під номером VR 33021.
21—23 листопада 2014 року у Мюнхені відбулися Перші звітно-виборчі збори Об'єднання Українських Організацій у Німеччині (ОУОН). Учасниками пленарного засідання, що відбулося 22 листопада 2014 року в парафіяльній залі Греко-Католицької Церкви Покрови Пресвятої Богородиці та Св. Апостола Андрея, стали делегати 14 організацій-членів ОУОН з різних частин Німеччини та понад 20 почесних гостей із Німеччини та України, у тому числі й принцеса Заксен-Альтенбурзька Марія та дружина радника-посланника Посольства України в Німеччині Зоріана Мірус‏. Головуючим зборів обрали Президента СКУ Євгена Чолія. Делегати підсумували працю ОУОН за звітний період, обговорили напрямки майбутньої праці та обрали Правління ОУОН.

## Українські громадські організації— члени ОУОН
Сьогодні членство в ОУОН складають 20 організацій:
- Українське товариство «Рідна Школа»
- Німецько-українське товариство культури «Берегиня»
- Спілка Української Молоді
- Український інститут освітньої політики
- Про Україне, допомога дітям
- Допомога дітям України Райн-Некар для Новоград-Волинського
- ПЛАСТ
- Німецько-українське товариство Рейн-Некар
- Об'єднання Українських Жінок у Німеччині
- Український Дім
- Союз українських студентів в Німеччині
- Об'єднання українців у Франконії
- Товариство «Україна»
- Асоціація українців Північної Німеччини
- Культурно-спортивне товариство «СТ Україна»
- Українське Товариство у Франкфурті-на-Майні
- Німецько-українське культурне об'єднання «Український світ»
- Українське лікарське товариство в Німеччині
- Спілка українців у Штутгарті
- Академічне Робоче Коло
- Німецько Український Центр в місті Росток

## Склад Правління та Контрольної комісії ОУОН

### Правління 2018—2020рр.
- Голова правління ОУОН — Ростислав Сукенник
- Перший заступник голови правління — Андрій Капроцький
- Другий заступник голови правління — Андрій Несмачний
- Секретар — Тарас Федорів
- Скарбник — Леся Шрамко

### Контрольна комісія 2018—2020рр.
- Голова Контрольної комісії — Богдан Комаринський
- Члени Контрольної комісії: Юрій Цюрак
- Петро Мозолюк

### Правління 2016—2018рр.
- Голова правління ОУОН — Леся Шрамко
- Перший заступник голови правління — Ростислав Сукенник
- Другий заступник голови правління — Андрій Капроцький
- Секретарка — Ірина Грицюк
- Скарбник — Юлія Візенданґер

### Контрольна комісія 2016—2018рр.
- Голова Контрольної комісії — Андрій Несмачний
- Члени Контрольної комісії: Роман Рокицький
- Юрій Цюрак

### Правління 2014—2016рр.
- Голова правління ОУОН — Леся Шрамко
- Перший заступник голови правління — Богдан Комаринський
- Другий заступник голови правління — Роман Рокицький
- Секретарка — Надя Галабурда
- Скарбник — Юрій Цюрак

### Контрольна комісія 2014—2016рр.
- Голова Контрольної комісії — Ростислав Сукенник
- Члени Контрольної комісії: Андрій Несмачний
- Марія Мельник

### Правління 2012—2014рр.
- Голова правління ОУОН — Роман Рокицький
- Перша заступниця голови правління — Леся Шрамко
- Друга заступниця голови правління — Мар'яна Жигайло
- Секретарка — Тетяна Лопащук
- Скарбник — Віра Костюк Буш

### Контрольна комісія 2012—2014рр.
- Голова Контрольної комісії — Анна Латанишина
- Члени Контрольної комісії: Марія Мельник
- Юрій Цюрак